# Пайн-Еппл
Пайн-Еппл (англ. Pine Apple) — місто (англ. town) в США, в окрузі Вілкокс штату Алабама. Населення — 143 особи (2020).

## Географія
Пайн-Еппл розташований за координатами 31°52′20″ пн. ш. 86°59′21″ зх. д. / 31.87222° пн. ш. 86.98917° зх. д. (31.872155, -86.989059).  За даними Бюро перепису населення США в 2010 році місто мало площу 8,03 км², уся площа — суходіл.

## Демографія
Згідно з переписом 2010 року, у місті мешкали 132 особи в 63 домогосподарствах у складі 45 родин. Густота населення становила 16 осіб/км².  Було 84 помешкання (10/км²).
Расовий склад населення:
| - 73,5 % — білих - 24,2 % — чорних або афроамериканців - 0,8 % — вихідців з тихоокеанських островів - 0,8 % — корінних американців - 0,8 % — азіатів |

До двох чи більше рас належало 0,0 %. Частка іспаномовних становила 0,0 % від усіх жителів.
За віковим діапазоном населення розподілялося таким чином: 9,1 % — особи молодші 18 років, 58,3 % — особи у віці 18—64 років, 32,6 % — особи у віці 65 років та старші. Медіана віку мешканця становила 57,0 року. На 100 осіб жіночої статі у місті припадало 103,1 чоловіків;  на 100 жінок у віці від 18 років та старших — 100,0 чоловіків також старших 18 років.
Середній дохід на одне домашнє господарство  становив 43 160 доларів США (медіана — 46 250), а середній дохід на одну сім'ю — 48 374 долари (медіана — 37 159). За межею бідності перебувало 21,0 % осіб, у тому числі 80,0 % дітей у віці до 18 років та 6,3 % осіб у віці 65 років та старших.
Цивільне працевлаштоване населення становило 32 особи. Основні галузі зайнятості: освіта, охорона здоров'я та соціальна допомога — 34,4 %, роздрібна торгівля — 15,6 %, мистецтво, розваги та відпочинок — 15,6 %.